# Landsat 5

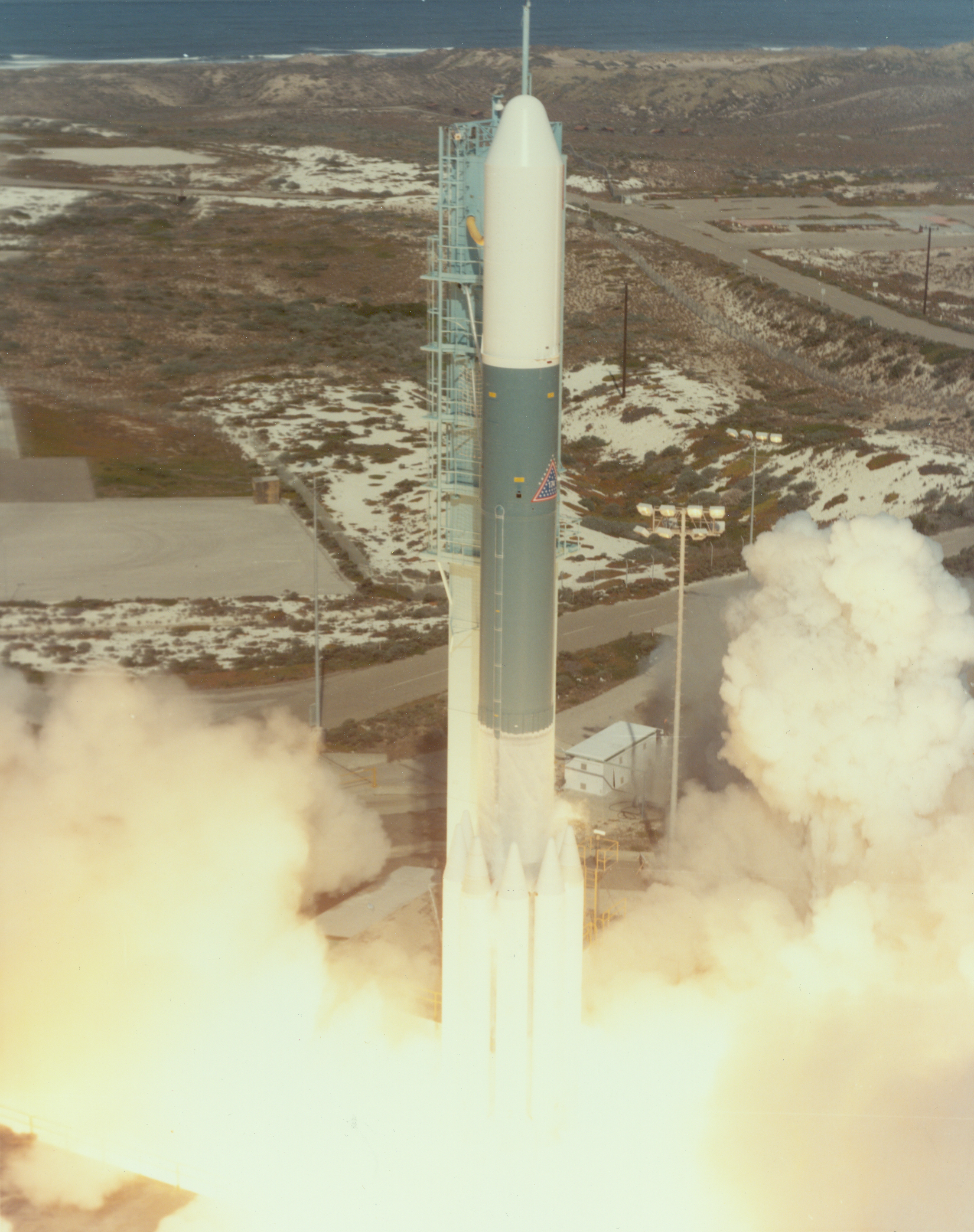
A Landsat 5 indítása 1984-ben

A Landsat 5 egy amerikai földmegfigyelő műhold, amit 1984. március 1-jén indítottak a világűrbe. A Landsat program ötödik, 2013. januárja óta már nem működő tagja. A Guinness rekordok közé is bekerült a leghosszabban üzemelő földmegfigyelő műhold címmel. A 28 év 10 hónapos szolgálati ideje alatt több mint 150 ezerszer kerülte meg a bolygónkat és több mint 2,5 millió képet készített a Földről.

## Küldetés
A küldetés célja a terméshozam becslése a mezőgazdaságban, az ásványi anyagtartalom vizsgálata, a természeti jelenségek és károk (vihar, hó, árvíz, tűz) detektálása, a növényi betegségek, a vízben és tápanyagban szegény területek térképezése.

## Története
A műhold tervezésében és megépítésében részt vett a NASA, a NOAA, az EOSAT és az USGS és a General Electric (GE). Az üzemeltetést és adattovábbítást 1983. január 31-től a NOAA (National Oceanic and Atmospheric Administration) vette át. Az 1982. július 16-án indított Landsat 4 technikai hibái miatt előbbre kellett hozni az indítását. Ezért 1984. március 1-jén a kaliforniai Vandenberg légitámaszpontból, az LC–2W (LC–Launch Complex) jelű indítóállványról egy Thor-Delta (3920 D174) hordozórakétával állították alacsony Föld körüli pályára (LEO = Low-Earth Orbit).  A műhold napszinkron, közel-poláris, 98,2 fokos hajlásszögű pályán 705 km magasságban halad, és 98,8 percenként kerüli meg a Földet. Az elliptikus pálya perigeuma 699 kilométer, az apogeuma 707 kilométer volt.

## Jellemzői
Tömege 2200 kilogramm. A kamerákat egy keskeny henger alakú test (átmérője 1,6 méter) fogja össze, amelyre egy kúpos csővázon (legnagyobb magassága 3,1 méter) helyezték el  a működést biztosító berendezéseket, a napelemeket (fesztávolsága 3,4 méter) és a hidrazin üzemanyagtartályt. További egységet képez a TDKR antenna, a telemetria (azonnali, illetve mágnesszalagról biztosított képtovábbítás) berendezés – a széles sávú modul (WBM) , a helyzetstabilizáló egység és a globális helymeghatározó rendszer (GPS). A stabilizálást, a pályakorrekciók végrehajtását gázfúvókák biztosítják. 
Az űreszköz egy MSS (Multi Spectral Scanning) és egy TM (Thematic Mapper) szenzorral felvételezte a pályasíkjába eső amerikai területeket. Az MSS szenzor 4 spektrális sávban 57 m × 79 m-es térbeli felbontással, a TM szenzor 6 spektrális sávban 30 m-es és a termális sávban 120 m-es térbeli felbontással készítette a képeket. A felvételek radiometikus felbontása 8 bit, azaz 256 szürkeségi érték tárolására volt alkalmas. A műhold szenzora által felvételezett kép területe 170 km × 185 km-es, és 16 naponként készített ismétlődő felvételeket.
| Spektrális                | Hullámhossz  | Térbeli felbontás |
| ------------------------- | ------------ | ----------------- |
| Sáv 1 – Zöld              | 0,50–0,60 µm | 60 m              |
| Sáv 2 – Vörös             | 0,60–0,70 µm | 60 m              |
| Sáv 3 – Közeli infravörös | 0,70–0,80 µm | 60 m              |
| Sáv 4 – Közeli infravörös | 0,80–1,10 µm | 60 m              |

| Spektrális sáv              | Hullámhossz    | Térbeli felbontás |
| --------------------------- | -------------- | ----------------- |
| Sáv 1 – Kék                 | 0,45–0,52 µm   | 30 m              |
| Sáv 2 – Zöld                | 0,52–0,60 µm   | 30 m              |
| Sáv 3 – Vörös               | 0,63–0,69 µm   | 30 m              |
| Sáv 4 – Közeli infravörös   | 0,76–0,90 µm   | 30 m              |
| Sáv 5 – Közepes infravörös  | 1,55–1,75 µm   | 30 m              |
| Sáv 6 – Termális infravörös | 10,40–12,50 µm | 120 m             |
| Sáv 7 – Közepes infravörös  | 2,08–2,35 µm   | 30 m              |

## A küldetés vége
A 3 éves időtartamra tervezett műhold végül 28 évet és 10 hónapot szolgált. Az MSS szenzor 1992-ben szüntette meg a képkészítést az Amerikai Egyesült Államok felett, majd 1999-ben globálisan is befejezte. A 2000-es évektől folyamatos technikai hibák léptek fel, amik különösen a napelemeket, a letapogató tükröket és a belső kalibrációs lámpákat érintették, ezért hosszabb–rövidebb időre csak részleges adatszolgáltatást tudott biztosítani. A gyorsan romló elektronikus komponensek miatt 2011. novemberétől leállt a TM szenzor képkészítése is. Viszont az MSS szenzort vissza tudták kapcsolni, és így 2012. júniusa és 2013. januárja között még közel 15 ezer MSS képet készített. A szolgálatát hivatalosan 2012. december 21-én fejezte be, és 2013. januárjában kapcsolták ki és állították alacsonyabb pályára. A légkörbe történő belépésének ideje ismeretlen. A Landsat 5 küldetésének befejezésével a folytonosságot a Landsat 7 és Landsat 8 műholdak biztosítják.

## Az űrfelvételek letöltése
Az 1984-től 2012-ig rendelkezésre álló archív képek bárki számára ingyenesen elérhetők és letölthetők több különböző honlapról is, mint az USGS Earth Explorer, az USGS GloVis vagy a LandsatLook Viewer adatbázisaiból. Ezek az adatok különböző feldolgozottsági szinten állnak a felhasználók rendelkezésére:
1. Level–1 Tier 1 (T1): a legmagasabb Level–1 domborzati pontosságot (L1TP) tartalmazza, ami alkalmassá teszi az idősoros vizsgálatokhoz. Egyenletes geometriai pontosság és az előírt hibahatáron belüli (négyzetes középhibája (RMSE) kisebb, mint 12 m)
2. Level–1 Tier 2 (T2): olyan L1TP képek, amelyek nem teljesítik a Tier 1 előírt kritériumait. Továbbá az L1GT termékek, amelyeknél a termék már egyenletes és elegendő lokális pontossággal bír, hogy lehetővé tegye domborzatmodell alkalmazását.  Valamint az L1GS termékek, amelyek akkor keletkeznek, ha nem áll rendelkezésre elég felszíni referenciapont, a felhők kitakarják a felszínt vagy a helymeghatározás hibája nagyobb, mint a felszíni referenciapontok keresési sugarai.[9]
3. Level–2 képek: a pixelértékeket felszíni reflektanciává konvertálják. Ami megadja, hogy a földfelszínre beérkezett elektromágnese sugárzás hány százaléka verődött vissza a műhold szenzorához. A Landsat 5 esetén a LEDAPS algoritmus korrigálja az atmoszférikus gázok, aeroszolok és vízgőz okozta visszaverődések és elnyelődések időbeli, térbeli és spektrális hatásait. Továbbá a Level-2 termékhez tartozik a TIRS sávból Kelvinben számított felszíni hőmérsékleteket tartalmazó sáv.[10]

## Külső hivatkozások
- Landsat 5 Spacecraft. nasa.gov. (Hozzáférés: 2021. április 14.)
- 1984 Chronology. astronautix.com. (Hozzáférés: 2021. április 14.)
- Landsat 5 (USGS). usgs.gov. (Hozzáférés: 2021. április 15.)
- Earth-Observing Landsat 5. nasa.gov. [2012. augusztus 10-i dátummal az eredetiből archiválva]. (Hozzáférés: 2021. április 14.)
- Landsat Science. nasa.gov. [2021. április 19-i dátummal az eredetiből archiválva]. (Hozzáférés: 2021. április 14.)
- Landsat 4-5. astronautix.com. (Hozzáférés: 2021. április 14.)